# Попис становништва у СФРЈ 1991: Сарајево
По последњем службеном попису становништва из 1991. године Град Сарајево је имао 527.049 становника. Град је имао десет општина: Вогошћа, Илијаш, Илиџа, Нови Град, Ново Сарајево, Пале, Стари Град, Трново, Хаџићи, и Центар. Само насељено место Сарајево је по истом попису имало 416.497 становника.

## Национални састав
| Становништво Града Сарајева |                  |                  |                  |
| година пописа               | 1991.            | 1981.            | 1971.            |
| Муслимани                   | 259.470 (49,23%) | 189.139 (42,16%) | 161.088 (44,81%) |
| Срби                        | 157.143 (29,81%) | 132.646 (29,57%) | 130.138 (36,20%) |
| Хрвати                      | 34.873 (6,61%)   | 36.714 (8,18%)   | 41.354 (11,50%)  |
| Југословени                 | 56.470 (10,71%)  | 71.523 (15,94%)  | 13.551 (3,76%)   |
| остали и непознато          | 19.093 (3,62%)   | 18.497 (4,12%)   | 13.321 (3,70%)   |
| укупно                      | 527.049          | 448.519          | 359.452          |

## Национални састав по општинама,1991.

### Релативна етничка већина
| Национални састав становништва Града Сарајева, по општинама, према попису из 1991. |         |           |         |        |             |        |
| општина                                                                            | укупно  | Муслимани | Срби    | Хрвати | Југословени | остали |
| Центар                                                                             | 79.286  | 39.761    | 16.631  | 5.428  | 13.030      | 4.436  |
| Хаџићи                                                                             | 24.200  | 15.392    | 6.362   | 746    | 841         | 859    |
| Илиџа                                                                              | 67.937  | 29.337    | 25.029  | 6.934  | 5.181       | 1.456  |
| Илијаш                                                                             | 25.184  | 10.585    | 11.325  | 1.736  | 1.167       | 371    |
| Нови Град                                                                          | 136.616 | 69.430    | 37.591  | 8.889  | 15.580      | 5.126  |
| Ново Сарајево                                                                      | 95.089  | 33.902    | 32.899  | 8.798  | 15.099      | 4.391  |
| Пале                                                                               | 16.355  | 4.364     | 11.284  | 129    | 396         | 182    |
| Стари Град                                                                         | 50.744  | 39.410    | 5.150   | 1.126  | 3.374       | 1.684  |
| Трново                                                                             | 6.991   | 4.790     | 2.059   | 16     | 72          | 54     |
| Вогошћа                                                                            | 24.647  | 12.499    | 8.813   | 1.071  | 1.730       | 534    |
| укупно                                                                             | 527.049 | 259.470   | 157.143 | 34.873 | 56.470      | 19.093 |

## Национални састав, Сарајево (насељено место),1991.
Сарајево је као насељено место припадало подручју пет сарајевских градских општина.

### Релативна етничка већина
| Национални састав становништва насељеног места Сарајево, по општинама, према попису из 1991. |         |           |         |        |             |        |
| Сарајево                                                                                     | укупно  | Муслимани | Срби    | Хрвати | Југословени | остали |
| део који припада општини Центар                                                              | 76.771  | 38.860    | 15.192  | 5.415  | 12.958      | 4.346  |
| део који припада општини Илиџа                                                               | 63.719  | 27.965    | 22.709  | 6.659  | 4.971       | 1.415  |
| део који припада општини Нови Град                                                           | 136.321 | 69.383    | 37.369  | 8.880  | 15.564      | 5.125  |
| део који припада општини Ново Сарајево                                                       | 90.892  | 33.489    | 29.295  | 8.764  | 15.026      | 4.318  |
| део који припада општини Стари Град                                                          | 48.794  | 39.130    | 3.509   | 1.121  | 3.356       | 1.678  |
| насељено место Сарајево                                                                      | 416.497 | 208.827   | 108.074 | 30.839 | 51.875      | 16.882 |

## Карте
∗ Пописи становништва 1961-1981
- Етнички састав Сарајева по насељима 1961. године
- Удео Срба у Сарајеву по насељима 1961. године
- Етнички састав Сарајева по насељима 1971. године
- Етнички састав Сарајева по насељима 1981. године

∗ Попис становништва 1991. године
- Етнички састав Сарајева по насељима 1991. године
- Етнички састав Сарајева по насељима 1991. године
- Удео Муслимана у Сарајеву по насељима 1991. године
- Удео Срба у Сарајеву по насељима 1991. године
- Удео Хрвата у Сарајеву по насељима 1991. године

∗ Попис становништва 2013. године
- Етнички састав Сарајева по насељима 2013. године
- Етнички састав Сарајева по насељима 2013. године
- Удео Бошњака у Сарајеву по насељима 2013. године
- Удео Срба у Сарајеву по насељима 2013. године
- Удео Хрвата у Сарајеву по насељима 2013. године